# Resident Evil: Retribution
Resident Evil: Retribution è un film del 2012 prodotto, scritto e diretto da Paul W. S. Anderson con protagonista Milla Jovovich.
È il primo film della saga cinematografica Resident Evil, ispirata alla serie di videogiochi survival horror omonima prodotta da Capcom. È il secondo film della saga ad essere girato in 3D.

## Trama
Arcadia. Una formazione di aerei dalla Umbrella comandato da Jill Valentine attacca la nave "Arcadia" facendo cadere in acqua Alice che perde così i sensi.
Raccoon City. Alice, che è sposata con Todd - che ha le fattezze di Carlos Olivera - e ha una figlia ipoudente di nome Becky, si risveglia in una città senza contagio ma, durante la colazione, appaiono degli zombi che uccidono Todd, poi Alice, dopo aver incontrano Rain Ocampo, viene uccisa da Todd contagiato. È allora che Alice si risveglia in una struttura dalla Umbrella tra atroci sofferenze causatele da Jill, ora al servizio dell'azienda, ma un attacco hacker di Albert Wesker la fa evadere. 
Dopo essersi ritrovata al centro di Tokyo ed esser sfuggita a un'orda zombi, Alice incontra Wesker e l'agente Ada Wong che sostengono di aver lasciato la Umbrella dopo che essa, dato che la Regina Rossa vuole l'estinzione degli umani, ha venduto il virus come arma biologica ad altre nazioni. Inoltre i due spiegano ad Alice che si trovano nella base in cui la Umbrella ha registrato delle dimostrazioni degli effetti che l'epidemia avrebbe avuto in alcune grandi città (Tokyo, New York, ecc.) e che, per uscirne, devono superarle.
Poco dopo, Kamčatka. Mentre Alice ed Ada devono affrontano due Axeman nella ricostruzione di New York per poi giungere nuovamente a Raccoon City e, dopo aver ritrovato la piccola Becky, scontrarsi con i cloni di Rain, James "One" Shade e Carlos Olivera, capitanati da Jill, una squadra di recupero formata da Leon S. Kennedy, Luther West, Barry Burton, Sergei Vladimir e Tony Rosato entra nella base per recuperare Alice e devono affrontare i Las Plagas nella ricostruzione di Mosca. È così che mentre Ada rimane a fronteggiare i cloni, Alice e Becky arrivano a Mosca e, alla guida di una Rolls Royce, Alice salva la squadra di recupero - tranne Sergei, che viene divorato da un Licker, e Tony, che viene ucciso da uno zombi con una motosega - per poi giungere alla ricostruzione di una metropolitana che li conduce a un bunker pieno di sottomarini. Improvvisamente la Regina Rossa interrompe la corrente bloccando la loro fuga e permettendo alla squadra di Jill di attaccarli. Grazie al sacrificio di Barry, gli altri riescono a fuggire ma Jill e Rain, che hanno in ostaggio Ada, emergono con un sottomarino fermando il veicolo dei fuggiaschi. Mentre Leon e Luther affrontano il clone di Rain, che uccide Luther, Alice inizia un furioso combattimento contro Jill col solo scopo, però, di toglierle il congegno manipolatore; Alice toglie il congegno a Jill e uccide il colone di Rain ma, subito dopo, sviene.
Washington D.C.. Alice rinviene alla Casa Bianca dove Wesker, sostenendo che lei è l'arma principale per vincere la guerra, le inietta il siero del virus T che la rese super-umana. È così che Alice, Wesker, Ada, Jill e Leon si preparano ad una battaglia apocalittica in cui la Casa Bianca, sotto assedio da un'enorme orda di zombi, è l'ultima roccaforte dell'umanità.

## Personaggi

### Personaggi principali
- Alice: protagonista della saga. È una ex agente di sicurezza della Umbrella Corporation affidata al controllo de La Villa che, dopo i fatti dell'Alveare, viene sottoposta a esperimenti col virus T dal dott. Alexander Isaacs al Raccoon City Hospital e poi alla Umbrella Medical Research Facility che le fa sviluppare forza e abilità sovrumane. È così che Alice aiuta Jill e Carlo a salvare Angela e Claire a fuggire in Alaska e poi, con lei e Chris, sale sull'Arcadia. Si ritrova in una base della Umbrella in Kamčatka da cui Weskler, Ada e altri la fanno fuggire. È interpretata da Milla Jovovich.
- Ada Wong: ex agente operative della della Umbrella e agente di Wesker dopo l'uscita dall'azienda Umbrella. Aiuta Alice a lasciare la base della Umbrella in Kamčatka. È interpretata da Li Bingbing.
- Albert Wesker: presidente della Umbrella che somministra ad Alice l'antivirus e poi si autosomministra la fase finale del virus T - lo stesso che rese Alice superumana - ma che, in lui, è instabile e che ora dice di essersi dimesso dalla Umbrella e vuole aiutare Alice a uscire dalla base della Umbrella in Kamčatka e fermare l'azienda. È interpretato da Jason O'Mara.
- Leon S. Kennedy: capo della squadra di salvataggio entrato nella base della Umbrella in Kamčatka per liberare Alice. È interpretato da Johann Urb.
- Luther West: ex campione di basket; capo dei superstiti riunitisi nella prigione di Los Angeles circondata di zombi. Membro della squadra di salvataggio entrato nella base della Umbrella in Kamčatka per liberare Alice. È interpretato da Boris Kodjoe.
- Jill Valentine: ex agente del Raccoon Police Department che ha combattuto con Alice contro gli zombi e, accusata di terrorismo dalla Umbrella, partecipa all'evasione di Alice. È stata catturata e manipolata dalla Umbrella ma Alice le toglie il manipolatore. È interpretata da Sienna Guillory.

### Altri
- Rain Ocampo e James "One" Shade: cloni degli agenti che erano stati mandati all'Alveare. Sono interpretati rispettivamente da Michelle Rodriguez e Colin Salmon.
- Todd / Carlos Olivera: cloni del capo della squadra di forze speciali U.B.C.S. (Umbrella Biohazard Countermeasure Service) mandati dalla Umbrella a Raccoon City per contenere l'epidemia e poi membro del convoglio di Claire Redfield. Nella ricostruzione di Raccoon City nella base della Umbrella in Kamčatka si crede prima Todd, marito di Alice, e poi l'agente Carlos Olivera. Sono interpretati da Oded Fehr.
- Barry Burton, Sergei Vladimir e Tony Rosato: membri della squadra di salvataggio entrato nella base della Umbrella in Kamčatka per liberare Alice. Sono rispettivamente interpretati da Kevin Durand, Robin Kasyanov e Ofilio Portillo.
- Becky: bimba ipoudente che nella ricostruzione di Raccoon City nella base della Umbrella in Kamčatka si crede figlia di Alice. È interpretata da Aryana Engineer.

### Creature
- Zombi: umani uccisi e riportati in vita dal virus T.
- Las Plagas: esseri umani trasformati in zombi intelligenti dall'omonimo virus; dalla loro bocca fuoriescono dei tentacoli spinosi, sono veloci quando corrono e attaccano in branco.
- Axemen: giganteschi zombi con aghi e chiodi conficcati nella pelle e che indossano un cappuccio sulla testa.
- Licker: feroce B.O.W. (Bio Organic Weapons) realizzata in laboratorio attraverso la somministrazione di virus T; ha artigli molto lunghi per arrampicarsi sui muri, denti affilati e una lingua molto lunga che usa come una frusta, non ha gli occhi e il cervello è esposto fuori dal cranio.
- Kipepeo: creature simili a farfalle, orribilmente mutate a causa del virus T che circondano la Casa Bianca.

## Produzione, promozione e distribuzione
Le riprese sono durate dal 10 ottobre al 23 dicembre 2011 e sono costate 65 000 000 di dollari.
Il 20 gennaio 2012 è stato pubblicato il teaser trailer ufficiale, assieme alle prime immagini che ritraggono la protagonista Milla Jovovich in assetto da guerra. Il 14 giugno 2012 - come precedentemente annunciato il 12 giugno - la protagonista del film, Milla Jovovich, ha presentato il secondo trailer del film di una durata superiore ai 2 minuti.
Il film è uscito nelle sale statunitensi il 14 settembre 2012 mentre in Italia il 28 settembre 2012.

## Accoglienza

### Incassi
Il film ha incassato in tutto il mondo 240 200 000 di dollari non superando Resident Evil: Afterlife.

### Critica
Rotten Tomatoes dà al film un punteggio del 30% sulla base delle recensioni di 65 critici, con una valutazione media di 4,4 su 10; il consenso critico sul sito riporta: «Resident Evil: Retribution offre tutto ciò che ci si potrebbe ragionevolmente attendere dalla quinta puntata di un franchise pesantemente basato sull'azione, vale a dire molto poco al di là di scene forti stilisticamente inutili esaltate dalla CGI.»
Metacritic assegna un punteggio medio ponderato su 100 alle recensioni da parte della critica mainstream, il film ha ricevuto un punteggio medio di 39 sulla base di 17 recensioni. 
CinemaScore sondaggi ha riferito che i cinefili media di grado ha dato il film è stato un "C +" su una scala da A + a F.

### Riconoscimenti
Milla Jovovich ha ricevuto la nomination come Peggior attrice nei Razzie Awards 2012.

## Paragoni coi videogame

### Differenze
- Albert Wesker: in questo film è una figura apparentemente positiva mentre nel videogame è sempre e solo un antagonista.
- Las Plagas: nel film rende gli umani più potenti e quasi immortali ma non ha nulla a che vedere con gli zombie con i tentacoli che escono dalla bocca mentre nel videogame Resident Evil 4 è sono responsabile di entrambe le mutazioni.
- Barry Burton: nel videogame non muore.

### Similitudini
- Ada Wong e Leon S. Kennedy sono vestiti come in Resident Evil 4.
- Barry Burton: possiede una magnum come nel videogame.
- Kipepeo: sono uguali alle creature tratta dal videogioco Resident Evil 5.
- Axeman: è un Majini boia tratto dal videogioco Resident Evil 5.
- Il rapporto tra Wesker e Ada è lo stesso che i due hanno in Resident Evil 4.
- Il combattimento tra Alice e Ada è identico a quello tra Ada e Leon in Resident Evil 4.
- Il modo in cui il clone di Rain espelle i proiettili è lo stesso in cui Lord Osmund Saddler li espelle in Resident Evil 4.
- L'esercito di infetti da Plagas ricorda molto quelli del videogioco in generale e soprattutto con quelli in Resident Evil 5, come l'inseguimento a bordo di motociclette e camion, ma anche la scena in cui uno di loro utilizza una motosega.

## Citazioni di film
- La scena in cui Jill Valentine tortura Alice appena catturata ricorda molto quella con protagonista Sylvester Stallone nel film Sorvegliato speciale.
- Quando Alice libera Becky dal bozzolo del Licker è molto simile alla scena in cui Ellen Ripley libera Newt in Aliens - Scontro finale.
- La visualizzazione col binocolo elettronico delle bocche di aspirazione della base sottomarina della Umbrella da parte della squadra di supporto ricorda quando le truppe imperiali scovano e distruggono i generatori dei ribelli sul pianeta di ghiaccio Hoth in L'Impero colpisce ancora.